# Parla
Parla (spanskt uttal: [ˈpaɾ.la]) är en stad och kommun i den autonoma regionen Madrid i centrala Spanien. Staden ligger cirka 21 kilometer söder om centrala Madrid. Kommunen har 134 833 invånare (2024), på en yta av 24,51 km².